# Command & Conquer 4: Tiberian Twilight
Command & Conquer 4: Tiberian Twilight (укр. Командуй і завойовуй: Тиберіумні сутінки) — відеогра, стратегія в реальному часі, розроблена EA Los Angeles і випущена EA Games 16 березня 2010. Ця гра сюжетно є заключною в тиберіумній серії Command & Conquer.
Відрізняється від попередніх ігор значним відходом від стандартів RTS, зокрема підходом до ресурсів і будівництва бази.

## Ігровий процес

### Основи
Як і попередні частини серії, Tiberian Twilight відтворює битви майбутнього, але значно відходить від стандартів стратегій в реальному часі. Замводення військ в Tiberian Twilight більше не потребують споживання тиберіуму чи енергії. Натомість гравець повинен захоплювати вузли контролю, розміщені по всій карті, і контролювати їх у більшій кількості, ніж супротивник. Від цього він отримує очки командування. На введення в бій кожної бойової одиниці витрачається певна кількість очок командування. Command & Conquer 4 використовує геймплей на основі класів баз, так само як і деякі елементи рольової гри. Нові бойові одиниці, поліпшення, споруди і особливі можливості відкриваються в міру того, як гравець заробляє очки досвіду в ході боїв (в тому числі програних). У грі присутні дві грабельні фракції: Всесвітня Оборонна Ініціатива (GDI) і Братство Нод (Brotherhood Of NOD).
На картах розміщені вузли МКТ (Мережа Контролю Тиберіуму), вогневі точки, ретранслятори (при захопленні створюють додаткові зони висадки). Їх можна захопити як наземними військами, так і краулером, помістивши поряд більше бойових одиниць, ніж ворог.
Інтерфейс суттєво відрізняється від попередніх ігор. Зверху міститься індикатор переваги тої чи іншої сторони (в багатокористувацькій грі), зліва внизу — міні-карта з кнопкою висадки краулера, праворуч — елементи управління будівництвом військ, деяких споруд, спеціальними можливостями і вдосконаленнями, між ними — вікно контексту

### Бази і війська
Мобільні бази — краулери (Crawler, MCV Mk VII, Мобільний Збірний Цех типу VII, дослівно) обох сторін озброєні, але розрізняються способами захисту від ворога. Краулери можуть пересуватись, але випускають війська тільки будучи розгорнутими на землі, при цьому створюють їх навіть на ходу. Їх висадка здійснюється в спеціальних зонах. Кожна фракція має три класи краулерів: Оборонний клас (Defence class) — сфокусований на тренуванні піхоти; пересувається на колесах, найповільніший з усіх. Наступальний клас (Offence class) — зосереджений на бойовій техніці; пересувається на механічних ногах. Клас підтримки (Support class) — зосереджений на повітряному бою та спеціалізованих транспортних засобах; краулери цього класу літають і є найшвидшими. Кожен клас має свої унікальні одиниці, з єдиною загальною одиницею серед класів — інженером. За потреби клас можна змінити, тоді гравець отримає взамін старого новий краулер, а створені раніше війська залишаться.
Набравши певну кількість досвіду за знищення ворогів, бойова одиниця автоматично підвищується в званні, що значно збільшує її характеристики. Від знищених бойових одиниць залишаються тиберіумні ядра. Взявши зелене ядро, бойова одиниця підвищується в званні на один рівень. Сині ядра покращують озброєння тому, хто їх підніме.
Тиберіум як елемент геймплею все ж присутній в грі, але використовується інакше, ніж в попередніх частинах — за нього даються очки досліджень нових технологій. Тиберіум видається у формі окремих кристалів, які прибувають на спеціальні майданчики для подальшого захоплення гравцем. Зелений тиберіум дає 1 очко досліджень, вимагає транспортування в зону висадки; синій дає 2 очки досліджень, вимагає транспортування в зону висадки; червоний дає 5 очок дослідження, транспортування не потребує.

## Сюжет

### Структура сюжету
Перші три місії кампанії є тренувальними, знайомлячи гравця з основами геймплею. Далі дається можливість вибору перейти на сторону Братства Нод, або залишитися з GDI. Подальші кампанії мають 6 місій за GDI, або 8 за Нод (разом з місією-приквелом). Обидві кампанії слідують тій самій сюжетній лінії, але з певними відмінностями.
При попередньому замовленні була доступна місія-приквел "Night Moves", яка показує дії самопроголошеного лідера Братства Нод Гідеона за 12 годин до початку основної кампанії.

### Події
У 2062 році, за 15 років після подій Tiberium Wars, кристали тиберіуму покривають майже всю планету. Лідер Братства Нод, Кейн, неочікувано прибуває в Манчестер до штабу GDI і передає колишнім противникам іншопланетний артефакт Тацит, добутий в попередніх іграх. Кейн пропонує спільними зусиллями побудувати Мережу Контролю Тиберіуму (МКТ), яка дозволить керувати поширенням тіберіуму і перетворить його в загальнодоступне джерело ресурсів. Разом з тим він замовчує, що створив п'ять імплантатів, за допомогою яких відбудеться синхронізація добудованої МКТ з баштою скрінів, що залишилася після війни з цими іншопланетянами. Один з таких імплантатів виявляється і у персонажа гравця.
В 2077, коли МКТ майже завершена і загибель людства завдяки її діяльності суттєво відстрочена, Кейн і GDI діють заодно, але самопроголошений новий «пророк» Гідеон заперечує право Кейна на лідерство. Він оголошує Кейна зрадником за співпрацю з колишніми ворогами і закликає Братство почати війну проти лідера НОД. Гідеон організовує заколот і проти уряду GDI в районі Нової Адани, з чого починається Четверта тиберіумна Війна.
Поступово Кейн повертає свою владу над Братством і починає діяти незалежно від GDI. Вірні Кейну брати збивають Глобальний стратосферний транспорт (ГСТ) полковника Луїзи Джеймс, яка підозрює Кейна в планах повернути скрінів на Землю. ГСТ падає через атаку НОД в Бляшаному Місті, де досі мешкають мутанти Забуті і вступає в конфлікт з командуванням. Джеймс направляє ударний підрозділ в центр Нової Адани для взяття генерального директора Ріос під варту, її випереджає генерал Ріггс, знеструмивши ГТС і взявши полковника під варту.
Тим часом Гідеон усуває вірних Кейну вчених, останнім стає доктор Паскаль. Кейн вирішує втихомирити бунтівного «пророка»: викравши дані з однієї з баз Гідеона в Північному Льодовитому Океані, лідер братства дізнається, де ховається Гідеон. Лже-пророк намагається спочатку вислизнути зі свого сховку, а потім і підірвати його, коли його беруть у полон. За допомогою вірних солдатів полковник Джеймс тікає зв'язниці GDI в Арктиці і збирається особисто усунути Кейна. Тим часом, якщо гравець приєднався до НОД, Кейн пропонує провести операцію та набути його вигляду й здатності до регенерації. Цим він збирається убезпечити і гравця і себе, маючи двійника. Полоненого Гідеона в оточенні вірних братів публічно демонструють в той час, як (в кампанії Нод) зі сцени біля башти скрінів виступає гравець-двійник Кейна. Джеймс ранить персонажа гравця, Братство захоплює базу GDI, тим самим зберігаючи йому життя. Після порятунку двійника Кейн повідомляє, що живе вже тисячі років і таємно скеровував людство, але скоро зможе «вознестися», а Землю цілком віддати людям.
Коли прихильники Кейна з боєм отримують контроль над останніми вузлами МКТ і захоплюють башту скрінів, в якій активовується портал до невідомого місця, полковник Джеймс намагається зупинити Кейна і смертельно ранить персонажа гравця, але Кейн душить її. Башта активується, Кейн дякує людям і зникає в порталі. Разом з ним ідуть багато членів Братства.
Башта стає останнім компонентом МКТ, після чого кількість тиберіуму починає зменшуватися. Закінчується гра словами перехожого, в якого беруть інтерв'ю: «Кейн пропав?… Самим не смішно!?»

## Відеокомікс Command & Conquer
З березня по травень 2010 року Electronic Arts було випущено чотири епізоди відеокоміксу, який є приквелом до гри Command & Conquer 4: Tiberian Twilight. Головним героєм відеокоміксу є фермер Крістіан Пірс, який, втративши засоби для існування через поширення тиберіуму, вирушає в Синю Зону щоб знайти роботу. Там він вступає на службу до військ GDI, протистоїть планам Гідеона і розкриває таємниці Кейна.
Всі епізоди можна переглянути на офіційному каналі на YouTube [Архівовано 17 липня 2015 у Wayback Machine.].

## Відгуки
| Агрегатор  | Оцінка                              |
| ---------- | ----------------------------------- |
| Metacritic | 64 (2.1 of 10 User review) Twilight |

| Видання       | Оцінка      |
| ------------- | ----------- |
| 1Up.com       | C−          |
| Eurogamer     | 6/10        |
| Game Informer | 7.5/10      |
| GamePro       | 4/5 зірок   |
| GameSpot      | 7/10        |
| GameSpy       | 2.5/5 зірок |
| GamesRadar+   | 7/10        |
| IGN           | 7.4/10      |

Tiberian Twilight отримала змішані відгуки і отримала нижчі оцінки, ніж усі її попередники. Покупці на Amazon.com були особливо критичними, даючи грі середню оцінку в 1,4 з 5 зірок, особливо засуджуючи відсутність звичайних баз, до яких вони звикли у всіх попередників гри.
Том Чік з 1UP.com піддав критиці гру, за те, що від гравця потрібно кілька годин одинарного геймплею перш ніж він зможе розблокувати інші підрозділи або арсенал — важливі для перемоги гри в мультиплеєрі. Адам Біссенер з GameInformer підкреслював, що гра зроблена спеціально для мультиплеєру, і пропонував навіть не грати одиночну кампанію — як зазначено, «Грайте з другом, або не грайте взагалі».
Багато негативних відгуків були зосереджені на одиночній кампанії, і на відео живої дії. Також джерелом критики стало програмне забезпечення захисту ліцензії, яке вимагає, щоб гравець був постійно підключений до мережі, інакше втратить прогрес, якщо зв'язок втрачено.